# Fondation Mérimée
La Fondation pour les Monuments historiques, devenue Fondation Mérimée en 2021, œuvre pour la sauvegarde et la pérennisation des monuments historiques français, classés et inscrits, privés ou publics (châteaux, abbayes, églises, jardins…) ainsi que de leurs abords. Reconnue d’utilité publique et abritante en 2018, la Fondation favorise la restauration et l’accessibilité à tous du patrimoine protégé, essentiellement par l’attribution d’aides financières.

## Actions
Depuis sa création en 2008, plusieurs jurys composés d’experts se réunissent chaque année pour sélectionner les bénéficiaires des soutiens selon plusieurs critères (les motivations du candidat, l’urgence des travaux, l’intérêt historique et architectural de l’édifice…). Plus de 2 millions d’euros ont été attribués à près de 150 monuments historiques ou jardins, ainsi qu’à plus de 80 étudiants en métiers d’art de la restauration ou effectuant des recherches dans le domaine de l’architecture et du patrimoine.

## Réseau
Ne bénéficiant d’aucune subvention publique, la Fondation pour les monuments historiques vit uniquement des dons privés. Les relations de confiance nouées avec ses donateurs, mécènes et partenaires lui permettent d’agir concrètement.
La Fondation s’appuie sur l’expertise et les compétences de mécènes professionnels : Dendrotech (expertise et datation du bois) ; Patrice Besse (agence immobilière) et SLA Verspieren (courtier spécialisé dans l’assurance des châteaux).

## Organisation
La gouvernance de la Fondation est assurée par un conseil d’administration présidé par Benoît Bassi et composé de quinze membres qualifiés. Sa gestion est suivie par un commissaire aux comptes issu du ministère de l’économie et des finances.

## Changement de nom
Homme de lettres et de culture, Prosper Mérimée (1803-1870) s’est mobilisé pour sensibiliser les politiques et les citoyens à la nécessité de protéger nos lieux d’histoire. Nommé en 1834 inspecteur général des monuments historiques, il a initié, à partir de 1842, un classement des édifices auquel rend hommage la « base Mérimée », une base de données créée par le ministère de la Culture qui recense l’ensemble des monuments historiques en France. Emblématique à la cause du patrimoine protégé, le nom de Mérimée fait particulièrement sens avec les actions de la Fondation. En janvier 2021, un changement de nom de la Fondation, devenue Fondation Mérimée, a été rendu officiel.

## Les prix et soutiens

### Aide à projets "Restauration"
Chaque année, la Fondation lance une aide à projets « Restauration » qui a pour objet d’encourager un programme de conservation ou de restauration d’un monument ou de ses dépendances, protégés au titre des monuments historiques (classé ou inscrit) et en complément des aides apportées par l’État et les collectivités locales.

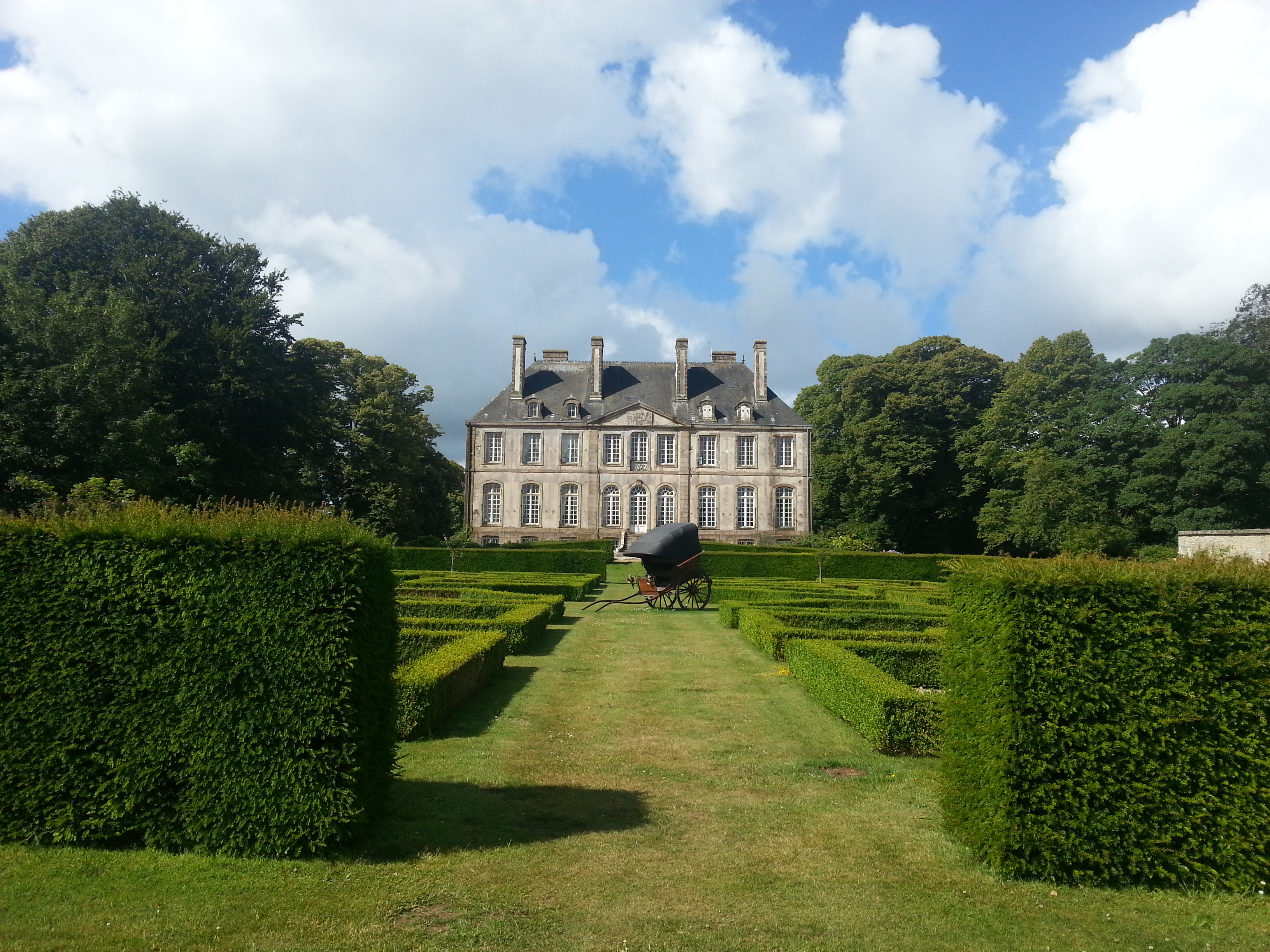
Le château de Carneville (Manche), lauréat en 2018.

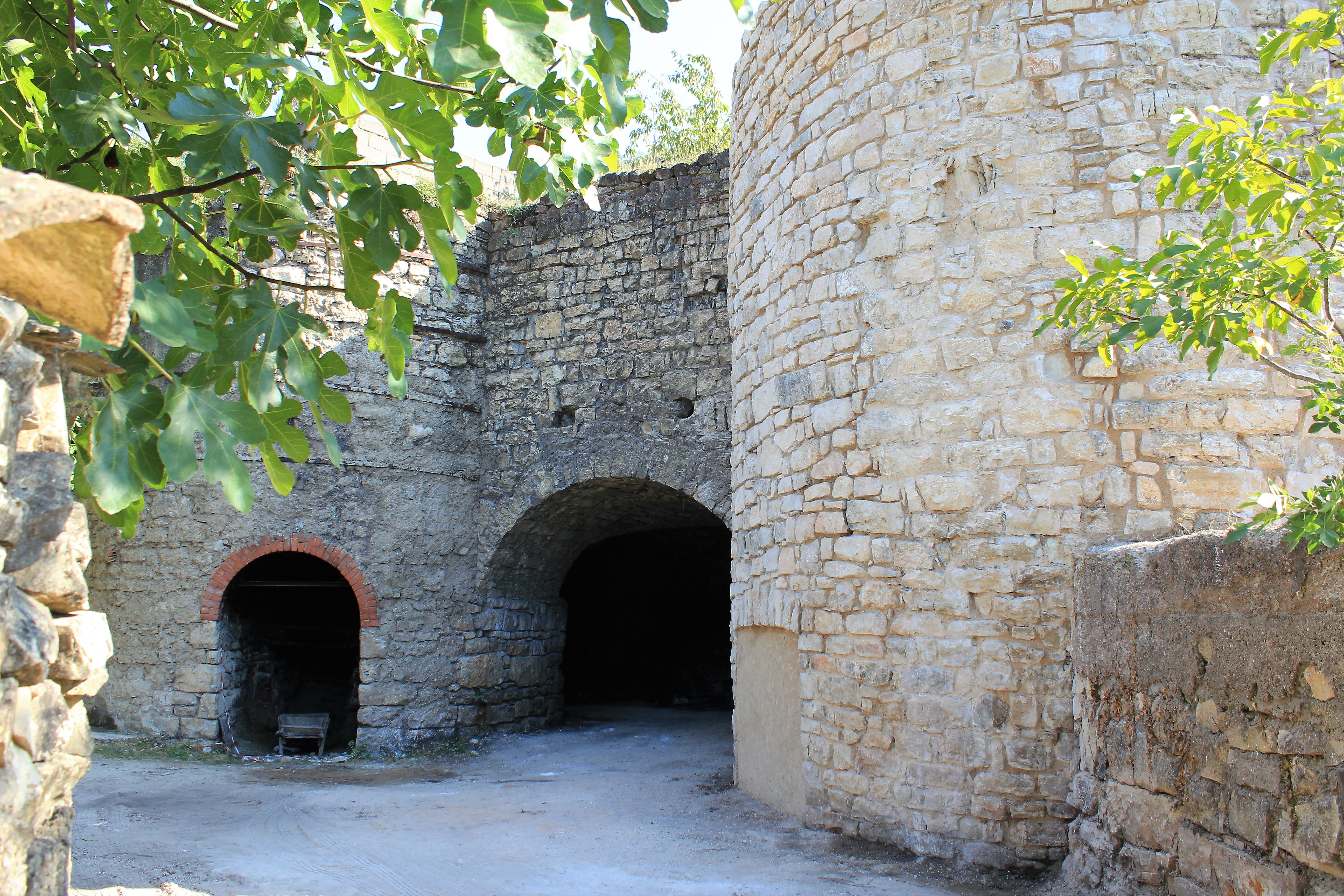
Le four à chaux de la Tour sur Orb (Hérault), lauréat en 2012.

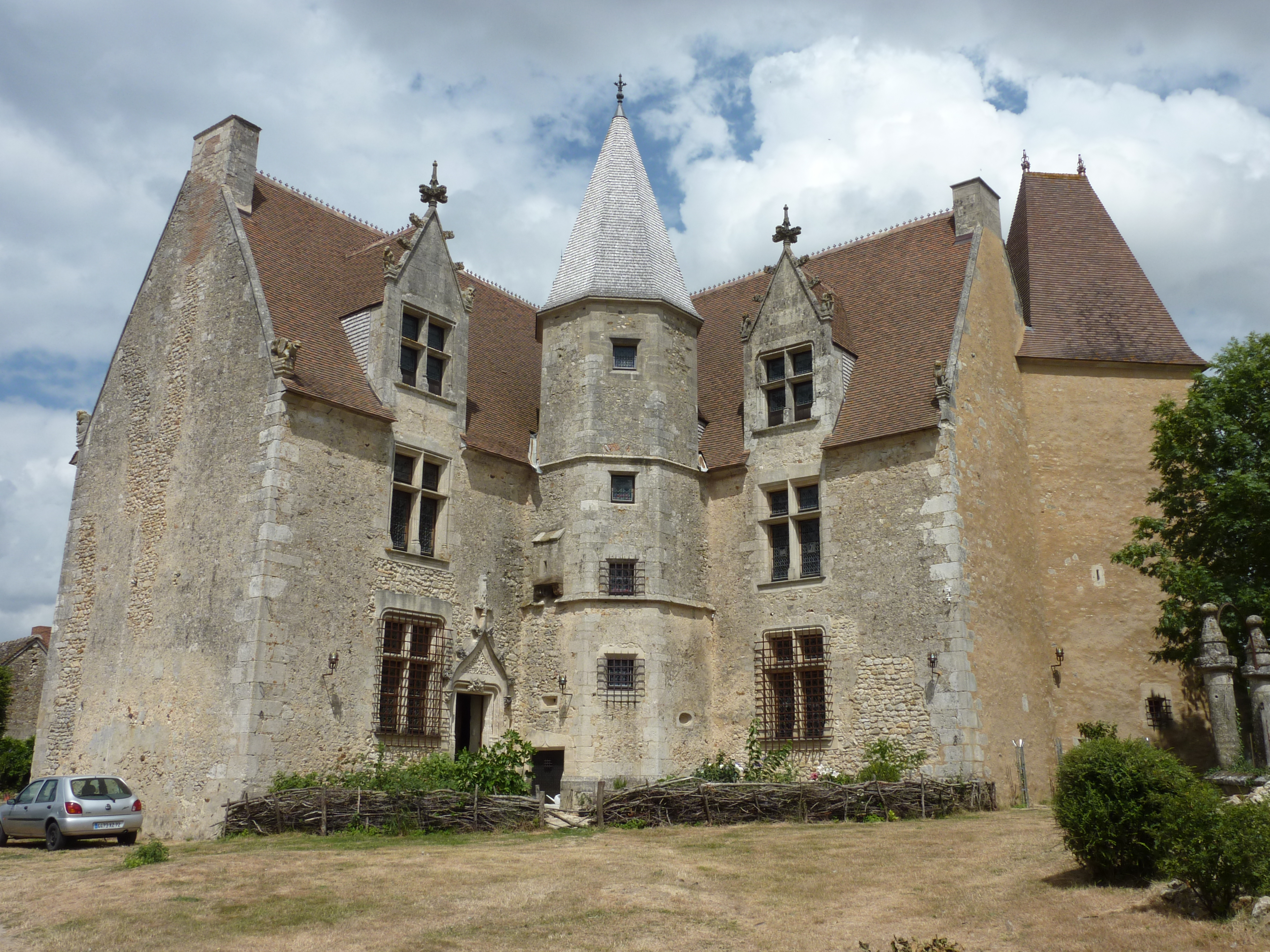
La chapelle Sainte-Catherine du logis de Moullins, lauréat en 2010.

| Année | Monuments                                                   | Montant du soutien |
| ----- | ----------------------------------------------------------- | ------------------ |
| 2009  | Château d'Andlau (Bas-Rhin)                                 | 15 000 €           |
|       | Eglise de Villevillon (Seine-Maritime)                      | 5 000 €            |
|       | La Casamaures (Isère)                                       | 15 000 €           |
| 2010  | Château de Kerlevénan (Morbihan)                            | 10 000 €           |
|       | Eglise Saint-Pourçain (Allier)                              | 10 000 €           |
|       | Chapelle Sainte-Catherine du logis de Moullins (Sarthe)     | 10 000 €           |
|       | Château d'Arginy (Rhône)                                    | 10 000 €           |
| 2011  | Château de Lassay (Mayenne)                                 | 20 000 €           |
|       | Château de la Roche (Nièvre)                                | 10 000 €           |
|       | Chapelle des ducs d'Alençon (Orne)                          | 10 000 €           |
|       | Château de Bignicourt (Marne)                               | 10 000 €           |
|       | Château de Fiches (Ariège)                                  | 8 000 €            |
| 2012  | Château de Caumale (Landes)                                 | 15 000 €           |
|       | Château de Larnagol (Lot)                                   | 10 000 €           |
|       | La Tour de l'Architecte (Vienne)                            | 10 000 €           |
|       | Château de Callac (Morbihan)                                | 10 000 €           |
|       | Four à chaux de la Tour sur Orb (Hérault)                   | 5 000 €            |
| 2013  | Château de Quintin (Côte d'Armor)                           | 30 000 €           |
|       | Notre-Dame de Courthioust (Orne)                            | 10 000 €           |
|       | Manoir Sainte Suzanne de Bodel (Morbihan)                   | 10 000 €           |
|       | Abbaye Saint Pierre de Baume-les-Messieurs (Jura)           | 5 000 €            |
|       | Pavillon Pasteur - Fondation Deutsche de la Meurthe (Paris) | 5 000 €            |
| 2014  | Hôtel des Monnaies (Hérault)                                | 15 000 €           |
|       | Château de la Rivière (Eure-et-Loir)                        | 10 000 €           |
|       | Château de Roquetaillade (Gironde)                          | 10 000 €           |
|       | Chapelle du château de Ville-au-Val (Meurthe-et-Moselle)    | 10 000 €           |
|       | Manoir Agnès Sorel (Seine-Maritime)                         | 9 600 €            |
|       | Eglise de Saint Germain l'Auxerrois (Pantin)                | 5 000 €            |
| 2015  | Château de Verderonne (Oise)                                | 20 000 €           |
|       | Château de Lassay (Mayenne)                                 | 15 000 €           |
|       | Eglise Saint-Etienne (Creuse)                               | 10 000 €           |
|       | Château de Montreuil Bonnin (Vienne)                        | 10 000 €           |
|       | Anciennes forges royales de la Chaussade (Nièvre)           | 5 000 €            |
|       | Hôtel de Gondrecourt (Meuse)                                | 5 000 €            |
| 2016  | Aqueduc romain du Gier (Rhône)                              | 20 000 €           |
|       | Abbaye Notre-Dame-des-Anges de Landéda (Finistère)          | 10 000 €           |
|       | Le Logis du Musicien (Vienne)                               | 10 000 €           |
|       | Château de Grand'Cour (Cher)                                | 10 000 €           |
|       | Collégiale de l'Annonciation (Haute-Corse)                  | 10 000 €           |
|       | Château de Bretteville (Seine-Maritime)                     | 10 000 €           |
| 2017  | Château de Meauce (Nièvre)                                  | 25 000 €           |
|       | Château d'Esquelbecq (Nord)                                 | 16 000 €           |
|       | Château de Betz (Indre-et-Loire)                            | 14 000 €           |
|       | Eglise Saint Jean-Baptiste (Charente)                       | 10 000 €           |
|       | Château de Beynac (Dordogne)                                | 10 000 €           |
|       | Château de Montréal (Dordogne)                              | 10 000 €           |
|       | Château de Montclus (Gard)                                  | 5 000 €            |
|       | Cheminée industrielle de Zévallos (Guadeloupe)              | 5 000 €            |
|       | Château de Brignac (Morbihan)                               | 5 000 €            |
| 2018  | Château de Carneville (Manche)                              | 20 000 €           |
|       | Maison Sévigné (Saône-et-Loire)                             | 5 000 €            |
|       | Château de Caumont (Gers)                                   | 10 000 €           |
| 2019  | Château de Rametz (Nord)                                    | 10 000 €           |
|       | Château des Onglées (Ille-et-Vilaine)                       | 10 000 €           |
|       | Eglise de Sainte-Céronne-lès-Mortagne (Orne)                | 10 000 €           |
| 2020  | Château de Kintzheim (Bas-Rhin)                             | 4 000 €            |
|       | Château de Balzac (Charente)                                | 4 000 €            |
|       | Eglise de Hodeng-Hodenger (Seine-Maritime)                  | 2 000 €            |

### Aide à projets «Accessibilité»
Le soutien a pour objet d’encourager un programme de travaux d’un immeuble, bâti ou non, classé ou inscrit au titre des monuments historiques ou situé aux abords de ce bâtiment incluant des adaptations (aménagement, équipement, supports pédagogiques, guide de visite…) destinées à favoriser l’accueil des personnes en situation de handicap moteur, visuel, auditif ou intellectuel. Depuis 2009, la Fondation pour les monuments historiques a attribué 353 000 € à des projets de mise en accessibilité à 35 monuments et jardins.

| Année | Monument                                           | Montant  |
| ----- | -------------------------------------------------- | -------- |
| 2009  | Manoir du Catel (Seine-Maritime)                   | 26 000 € |
|       | Moulin de la Bellassière (Eure-et-Loir)            | 20 000 € |
|       | Église Notre-Dame de Moirax (Lot-et-Garonne)       | 3 500 €  |
| 2010  | Jardin du château de Gardères (Hautes-Pyrénées)    | 20 000 € |
|       | Ferme de Gy (Haute-Savoie)                         | 13 000 € |
|       | Église Saint-Saturnin (Seine-et-Marne)             | 8 000 €  |
|       | Château d'Angers (Maine-et-Loire)                  | 4 000 €  |
| 2011  | Jardin du château de Canon (Calvados)              | 20 000 € |
|       | Forges de Paimpont (Ille-et-Vilaine)               | 10 000 € |
|       | Musée du Saut du Tarn (Tarn)                       | 5 000 €  |
| 2012  | Château de Couches (Saône-et-Loire)                | 20 000 € |
|       | Jardins de Verderonne (Oise)                       | 12 000 € |
|       | Maison dite "des Templiers" (Seine-Maritime)       | 10 000 € |
|       | Hôtel de la Dentelle (Haute-Loire)                 | 5 000 €  |
|       | Route Jacques Cœur (Berry/Indre/Cher)              | 3 000 €  |
| 2013  | Jardin du château de Larnagol (Lot)                | 25 000 € |
|       | Jardin du château Saint Sixte (Moselle)            | 10 000 € |
| 2014  | Château de Flaugergues (Hérault)                   | 15 000 € |
|       | Moulin de la Bellassière (Eure-et-Loir)            | 10 000 € |
|       | Cité internationale universitaire de Paris (Paris) | 10 000 € |
| 2015  | Château de Caumale (Landes)                        | 16 000 € |
|       | Abbaye de Reigny (Yonne)                           | 10 000 € |
|       | Jardin Massey (Hautes-Pyrénées)                    | 10 000 € |
| 2016  | Abbaye Sainte-Marie de Longues (Calvados)          | 9 000 €  |
|       | Château de Brie (Haute-Vienne)                     | 8 000 €  |
|       | Château de Hautsegur (Ardèche)                     | 6 000 €  |
|       | Abbaye Saint-Michel de Cuxa (Pyrénées-Orientales)  | 5 000 €  |
|       | Château de Breteuil (Yvelines)                     | 5 000 €  |
| 2017  | Jardin botanique du château de Vauville (Manche)   | 9 000 €  |
|       | Château de Bouzols (Haute-Loire)                   | 5 000 €  |
|       | Théâtre municipal de Nevers (Nièvre)               | 3 000 €  |
|       | Église Saint-Saturnin (Hauts-de-Seine)             | 3 000 €  |
| 2019  | Château de Cazeneuve (Gironde)                     | 5 000 €  |
| 2020  | Château de Cazeneuve (Gironde)                     | 5 000 €  |
|       | Château de Commarque (Dordogne)                    | 600 €    |

### Grand Trophée des monuments historiques
Depuis 2012, la Fondation pour les monuments historiques récompense une restauration exemplaire d’un monument historique privé ouvert au public. Ce prix de 30 000 € a pour vocation de récompenser :
- un programme de restauration (extérieur et/ou décor intérieur) d’un monument privé (abbaye, château, manoir, chapelle…) ou de ses dépendances, classé ou inscrit au titre des monuments historiques et accessible au public ;
- ou un programme de restauration, de restitution ou de recréation d’un parc ou d’un jardin privé, classé ou inscrit au titre des monuments historiques et accessible au public.

Le Grand Trophée des monuments historiques est attribué en partenariat avec Le Figaro Magazine et Propriétés Le Figaro .
Jusqu'en 2019, le prix s'est appelé le " Grand Trophée de la plus belle restauration ".

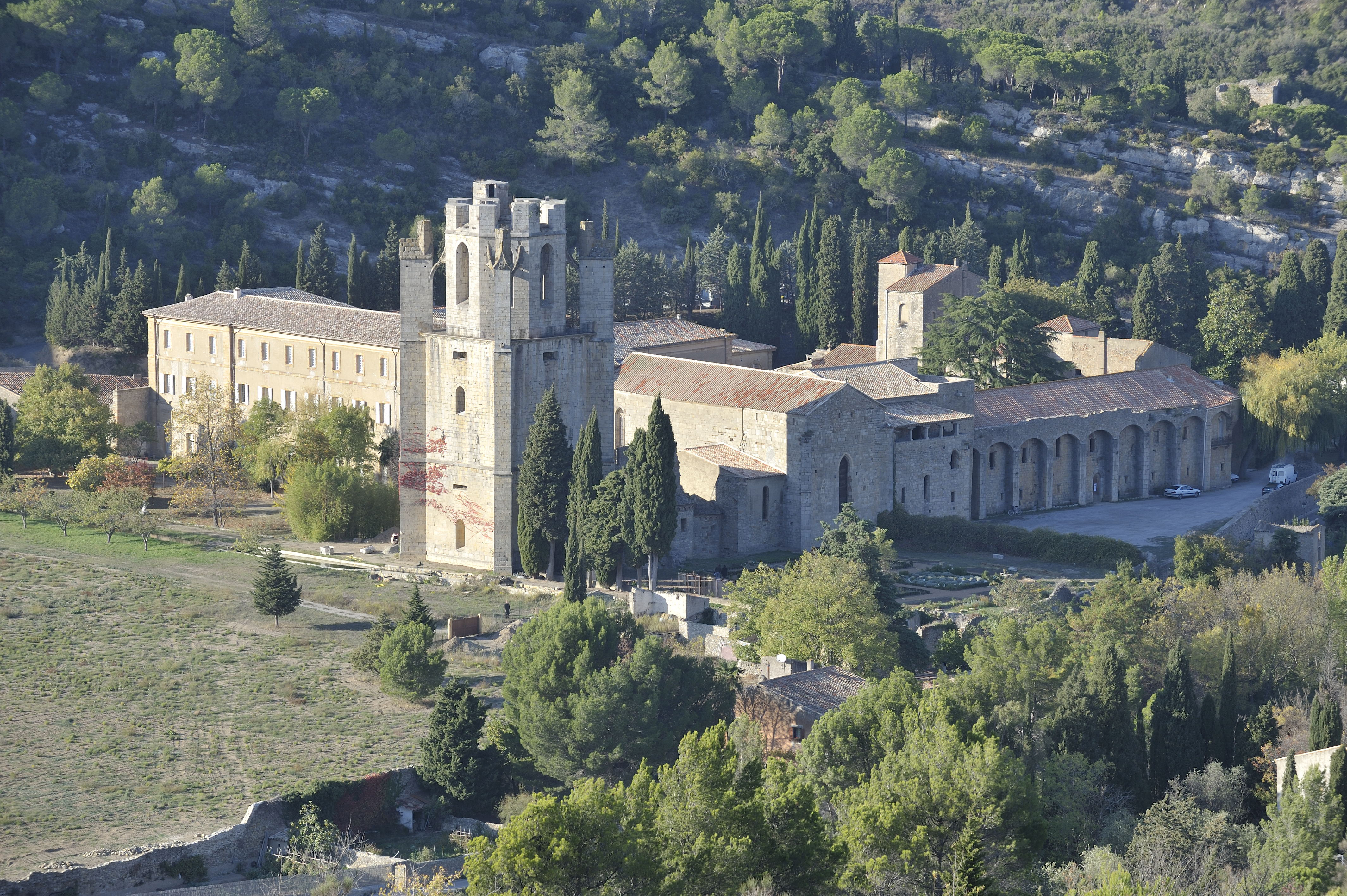
Abbaye Sainte-Marie de Lagrasse (Aude), lauréat du Grand Trophée en 2014.

| Année | Monuments                                             | Montant du soutien |
| ----- | ----------------------------------------------------- | ------------------ |
| 2012  | Château de Dampierre-sur-Boutonne (Charente-Maritime) | 30 000 €           |
| 2013  | Manoir du Catel (Seine-Maritime)                      | 30 000 €           |
| 2014  | Abbaye Sainte-Marie de Lagrasse (Aude)                | 30 000 €           |

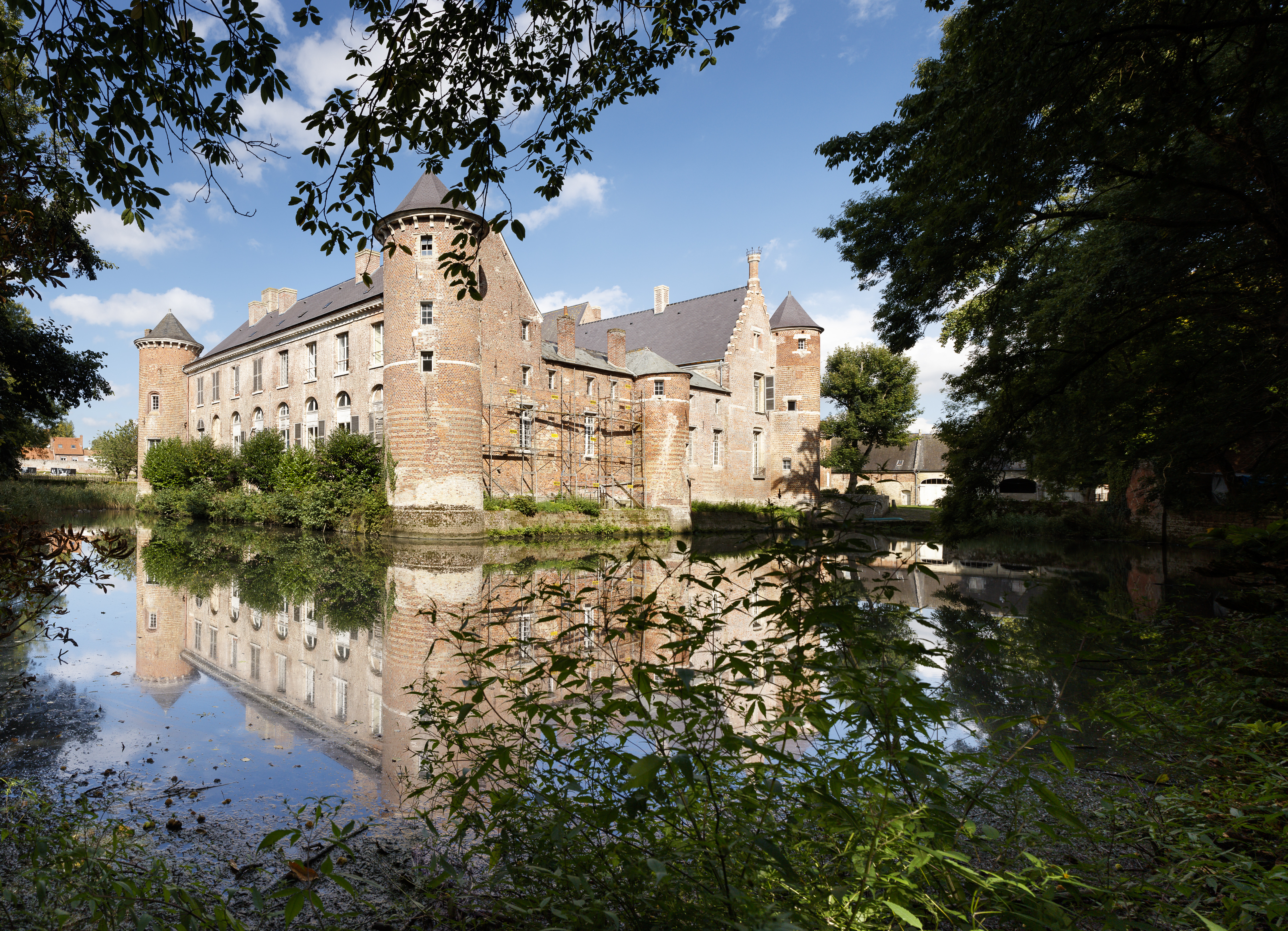
Château d'Esquelbecq (Nord), lauréat du Grand Trophée en 2017 (photographie : Eric Sander).

| 2015  | Château de Cas (Lot-et-Garonne)                       | 30 000 €           |
|       | Château de Montmoyen (Côte-d'Or)                      | 10 000 €           |
| 2016  | Le Prieuré de Longefont (Indre)                       | 30 000 €           |
| 2017  | Château d'Esquelbecq (Nord)                           | 30 000 €           |
| 2018  | Château de Commarque (Dordogne)                       | 30 000 €           |
| 2019  | Abbaye de La Clarté-Dieu (Indre-et-Loire)             | 30 000 €           |
| 2020  |                                                       |                    |
| 2021  | Château de Bournazel (Aveyron)                        | 100 000 €          |

### Prix Sotheby's
La Fondation pour les monuments historiques, avec le soutien de la maison de vente aux enchères Sotheby’s, encourage la restauration d’un « décor intérieur de qualité » situé dans un monument historique. Tous les deux ans, un jury se réunit pour sélectionner un ou plusieurs ensembles décoratifs qui sont, soit par leur technique, soit par leur situation géographique ou encore par leur originalité, les témoins d’une époque.

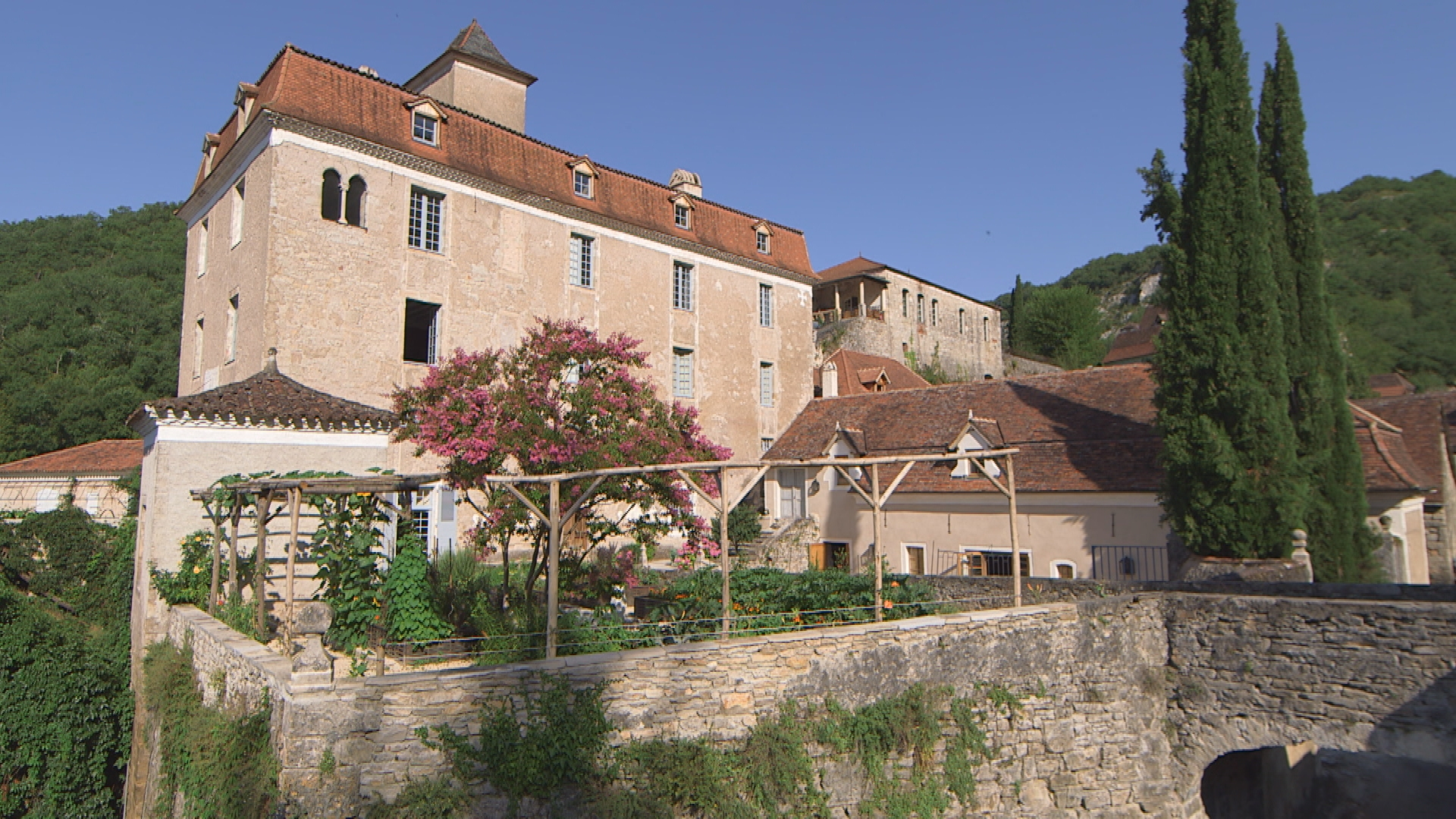
Château de Larnagol (Lot), lauréat du Prix French Heritage Society en 2016.

| Année | Monument                        | Montant  |
| ----- | ------------------------------- | -------- |
| 2016  | Château d'Aguts (Tarn)          | 15 000 € |
| 2018  | Château de Beynac (Dordogne)    | 10 000 € |
|       | Château de Caumont (Gers)       | 10 000 € |
| 2020  | Château du Grand-Pré (Vaucluse) | 15 000 € |
|       | Château de Béru (Yonne)         | 5 000 €  |

### Prix French Heritage Society
La Fondation pour les Monuments Historiques, grâce au mécénat de French Heritage Society, apporte son soutien à la restauration de monuments, de jardins ou de parcs historiques.
French Heritage Society est une association à but non lucratif qui aide à la préservation du patrimoine français en France et aux États-Unis, et au développement d’échanges culturels franco-américains sur le patrimoine. 

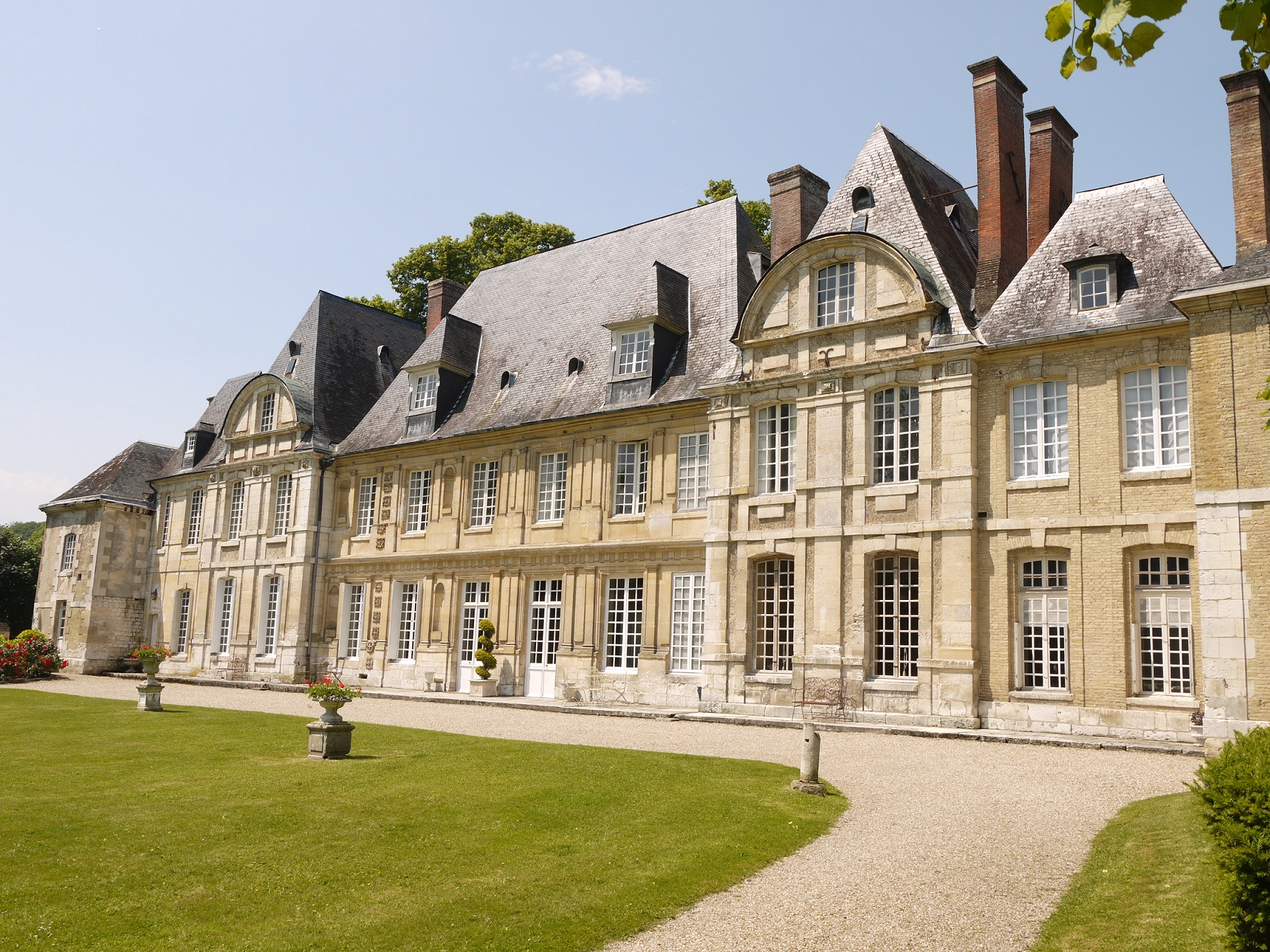
Château du Taillis (Seine-Maritime), lauréat du Prix French Heritage Society en 2018.

| Année | Monument                                                   | Montant  |
| ----- | ---------------------------------------------------------- | -------- |
| 2015  | Château de Lagrange (Moselle)                              | 12 750 $ |
|       | La Chipaudière (Ille-et-Vilaine)                           | 10 000 $ |
|       | Château de Laxion (Dordogne)                               | 10 000 $ |
|       | Château de Tholet (Aveyron)                                | 7 500 $  |
| 2016  | Abbaye des Prémontrés (Meurthe-et-Moselle)                 | 20 000 $ |
|       | Château de Saconay (Rhône)                                 | 16 400 $ |
|       | Château de Larnagol (Lot)                                  | 10 000 $ |
| 2017  | Pigeonnier du Prieuré du Mont Saint-Michel (Manche)        | 22 000 $ |
|       | Château de Montréal (Dordogne)                             | 20 000 $ |
|       | Château de Versigny (Oise)                                 | 20 000 $ |
|       | Château de Bonnemare (Eure)                                | 20 000 $ |
|       | Ecuries du château de Chaumont-Laguiche (Saône-et-Loire)   | 10 000 $ |
|       | Basilique Notre-Dame de la Daurade (Haute-Garonne)         | 10 000 $ |
|       | Abbaye Sainte-Marie de Longues (Calvados)                  | 8 500 $  |
| 2018  | Château de Bourron (Seine-et-Marne)                        | 20 000 $ |
|       | Château de Carneville (Manche)                             | 20 000 $ |
|       | Château de Caumont (Gers)                                  | 15 000 $ |
|       | Château de Taillis (Seine-Maritime)                        | 15 000 $ |
|       | Manoir Agnès-Sorel (Seine-Maritime)                        | 10 000 $ |
|       | Château d'Esquelbecq (Nord)                                | 10 000 $ |
|       | Moulin de Penthièvre (Seine-Maritime)                      | 4 000 $  |
| 2019  | Château de la Montagne (Nièvre)                            | 20 000 $ |
|       | Château de la Verrerie (Cher)                              | 20 000 $ |
|       | Château de Septème (Isère)                                 | 24 000 $ |
| 2020  | Château de la Varenne (Meuse)                              | 15 000 $ |
|       | Château de Bouzols (Haute-Loire)                           | 10 000 $ |
|       | Chapelle de la Commanderie templière d'Épailly (Côte d'Or) | 12 500 $ |
|       | Château de Panloy (Charente-Maritime)                      | 15 000 $ |
|       | Chapelle du Sacré-Cœur des Feuillants (Vienne)             | 5 000 $  |

### Prix François-Sommer
La Fondation pour les Monuments Historiques et la Fondation François-Sommer s’associent pour apporter un soutien à des travaux de restauration sur des bâtiments ou des éléments décoratifs relatifs à la nature, la chasse, la pêche ou en lien avec les animaux (chenil, écuries, pigeonnier, pavillon de chasse, maison forestière, vivier, décors, etc). Le montant du prix s’élève à 20 000 €.

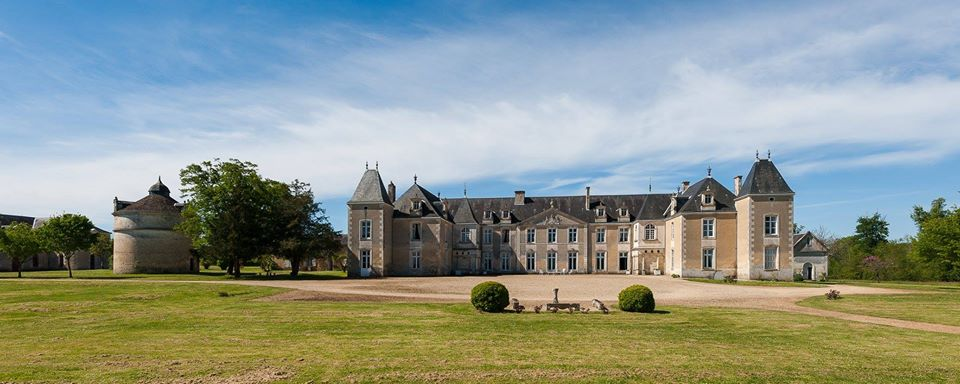
Le château de Panloy et son pigeonnier, lauréat du Prix Fondation François Sommer en 2018.

| Année | Monument                                      | Montant  |
| ----- | --------------------------------------------- | -------- |
| 2015  | Château de Daubeuf (Seine-Maritime)           | 10 000 € |
|       | Château de Larnagol (Lot)                     | 5 000 €  |
| 2016  | Château de Villesavin (Loir-et-Cher)          | 25 000 € |
| 2017  | Château de la Jumellière (Maine-et-Loire)     | 15 000 € |
|       | Abbaye de Fontfroide (Aude)                   | 5 000 €  |
| 2018  | Château de Panloy (Charente-Maritime)         | 20 000 € |
| 2019  | Château de La Ferté-Imbault (Loir-et-Cher)    | 20 000 € |
| 2020  | Château de la Berrière (Loire-Atlantique)     | 20 000 € |
|       | Château de Chaumont-Laguiche (Saône-et-Loire) | 10 000 € |

### Prix du Jeune Repreneur
La Fondation pour les monuments historiques, avec le soutien de ses mécènes Patrice Besse et Dominique de la Fouchardière (SLA Vespieren), souhaite encourager la reprise récente d’un monument historique (classé ou inscrit). L’objectif est d’accompagner un jeune repreneur de monument historique âgé de 18 à 45 ans et propriétaire depuis moins de cinq ans. Le repreneur peut être soit un héritier ou donataire en ligne directe ou indirecte, soit un nouvel acquéreur. Le Prix du Jeune Repreneur s’élève à 25 000 €, auquel s’ajoute un accompagnement personnalisé des membres du jury. 

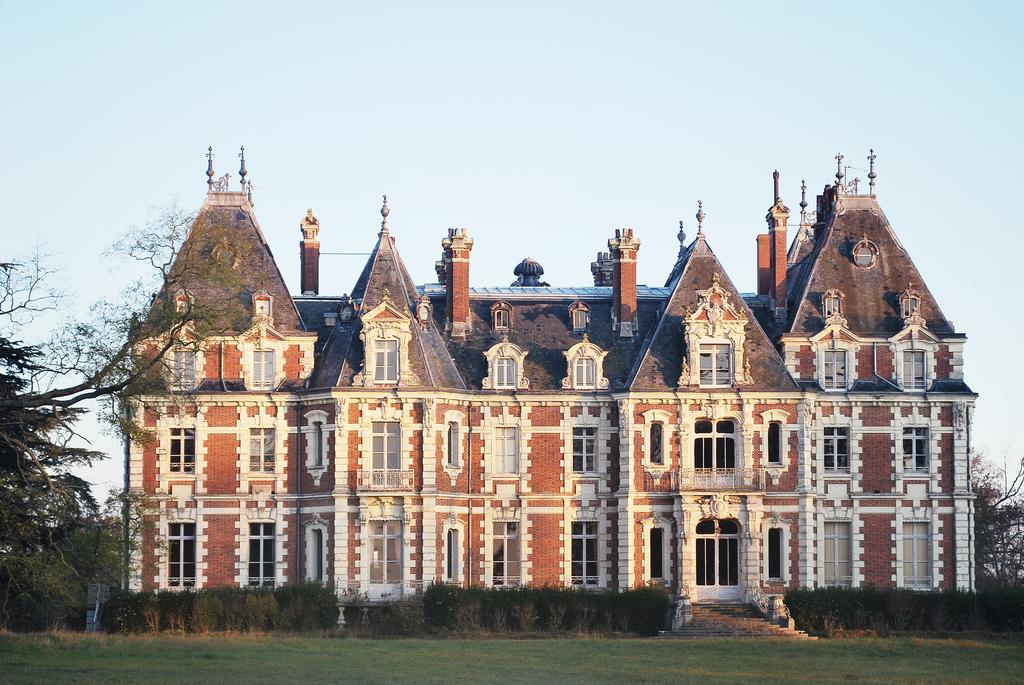
Château de la Jumellière, lauréat du Prix du Jeune Repreneur en 2018.

| Année | Monument                                  | Montant  |
| ----- | ----------------------------------------- | -------- |
| 2015  | Château de Caumont (Gers)                 | 15 000 € |
| 2016  | Château du Taillis (Seine-Maritime)       | 25 000 € |

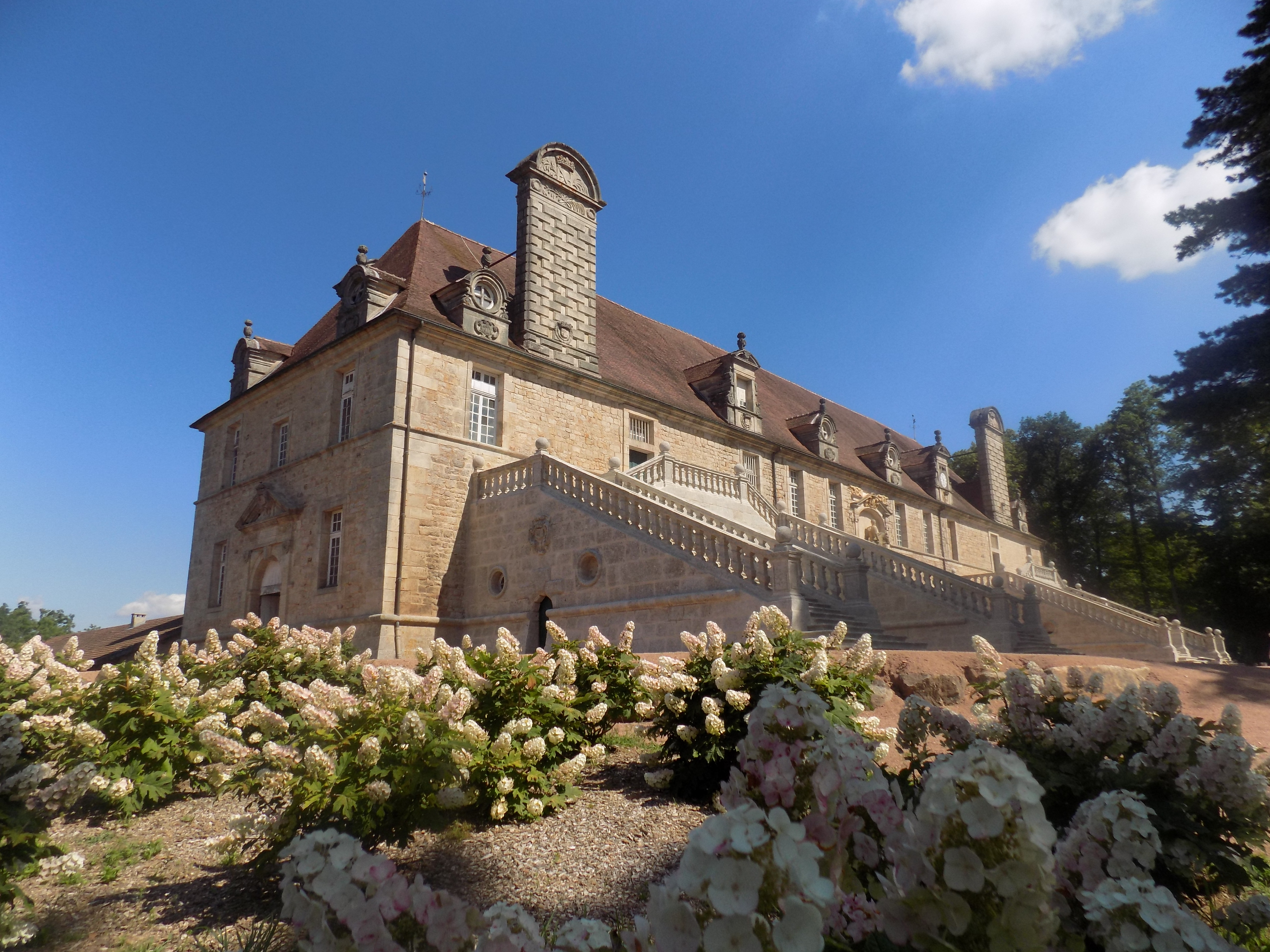
Écuries du château de Chaumont-Laguiche (Saône-et-Loire), lauréat du Prix French Heritage Society en 2017.

| 2017  | Château de Vaugoubert (Dordogne)          | 25 000 € |
| 2018  | Château de la Jumellière (Maine-et-Loire) | 25 000 € |
| 2019  | Saint Martin-du-Bourg (Yonne)             | 25 000 € |
| 2020  | Château de Linières (Mayenne)             | 25 000 € |

### Prix Dendrotech
La Fondation pour les Monuments Historiques, avec l'expertise de la société Dendrotech, offre chaque année une analyse dendrochronologique (méthode de datation du bois) dans le but d’apporter un éclairage nouveau sur l’histoire d'un monument historique. Valeur du mécénat de compétence : 5 000 €.

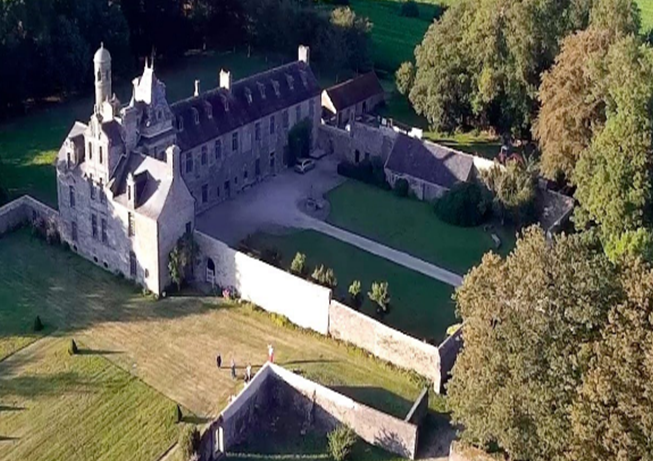
Château de Maillé, lauréat du prix Dendrotech 2017.

| Année | Monument                                     | Montant |
| ----- | -------------------------------------------- | ------- |
| 2016  | Château de Montépilloy (Oise)                | 5 000 € |
| 2017  | Château de Maillé (Finistère)                | 5 000 € |
| 2018  | Maison Sévigné (Saône-et-Loire)              | 5 000 € |
| 2019  | Maison des Dragons de Cluny (Saône-et-Loire) | 5 000 € |
| 2020  | Porte de Champagne (Indre)                   | 5 000 € |

### Prix Décors sculptés
La Fondation pour les monuments historiques, avec le soutien de la sculptrice Catherine de Montmarin-Monnoyeur, participe à la restauration de décors sculptés situés dans un parc ou un jardin privé protégé au titre des monuments historiques (statues, bancs, fontaines ou bassins, etc). Le montant du prix s’élève à 15 000 €.

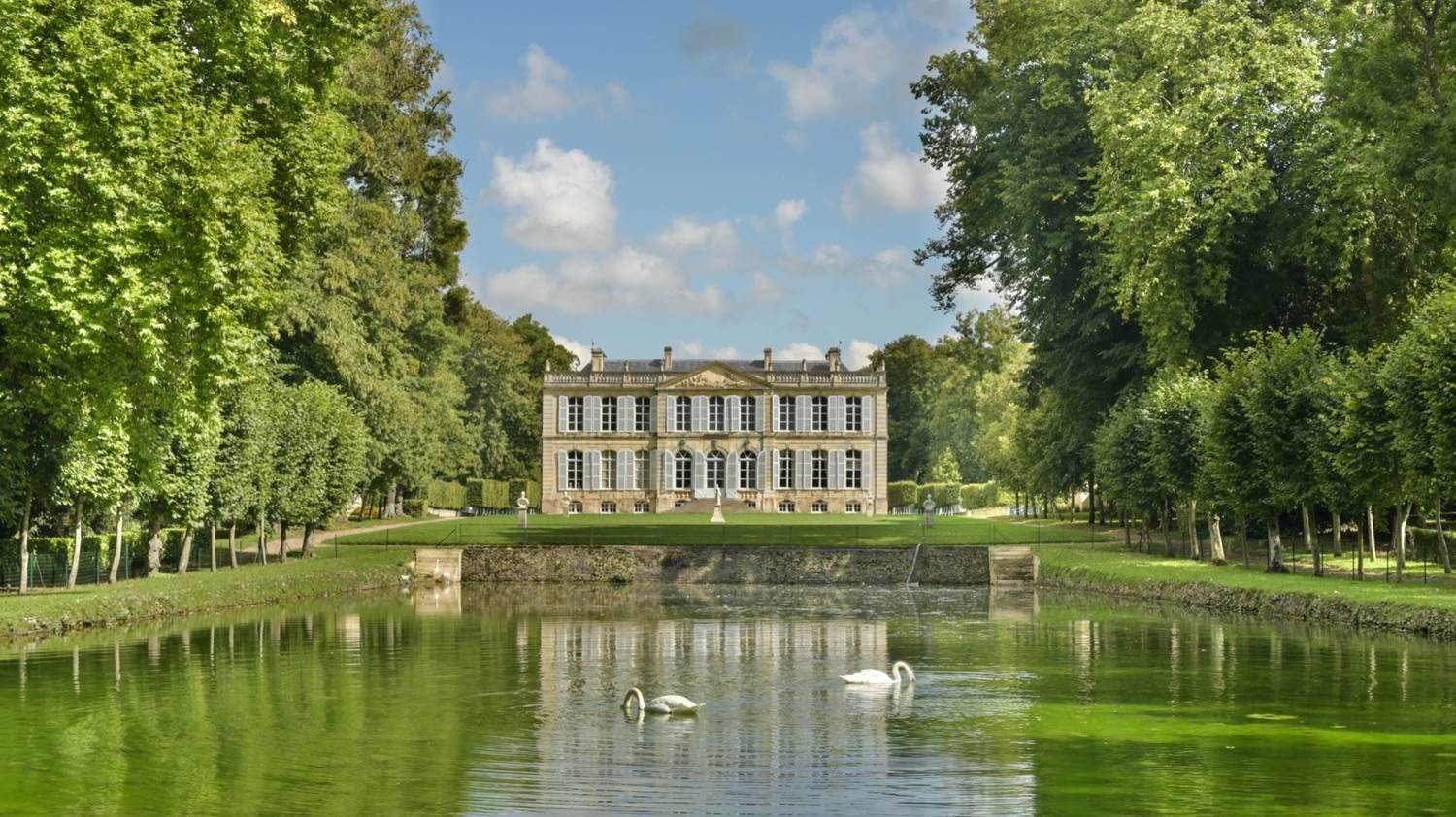
Château de Canon, lauréat du prix Décors sculptés en 2018.

| Année | Monument                          | Montant  |
| ----- | --------------------------------- | -------- |
| 2017  | Château de Beaumesnil (Eure)      | 10 000 € |
|       | Château de Breteuil (Yvelines)    | 5 000 €  |
| 2018  | Château de Canon (Calvados)       | 5 000 €  |
| 2019  | Villa Médicis (Rome)              | 10 000 € |
|       | Abbaye de Fontfroide (Aude)       | 10 000 € |
| 2020  | Domaine de la Mésangère (Eure)    | 10 000 € |
|       | Château de Choisey-Menthon (Jura) | 1 000 €  |

## Bourses d'études

### Bourse d'études en Métiers d'art de la restauration
La Fondation pour les Monuments Historiques, avec le soutien du Fonds Crédit Agricole d’Ile-de-France Mécénat, accompagne chaque année plusieurs étudiants dans le cadre de leur formation en métiers d'art de la restauration (sculpture, peinture, dorure, taille de pierre, ébénisterie, ferronnerie…). L'attribution d'une bourse d'études a aussi vocation à faciliter leur insertion professionnelle grâce au financement de leur matériel et d'outils nécessaires à la pratique de leur activité. Les bourses sont attribuées selon plusieurs critères : l’excellence et la motivation du candidat d'une part ; la pertinence de son projet, l’innovation et la faisabilité de son projet d'autre part.

### Bourse d'études en Recherche
La Fondation pour les Monuments Historiques, avec le soutien de la Compagnie des Architectes en Chef des Monuments Historiques, remet chaque année une bourse qui a pour objet d’encourager et de soutenir un doctorant dont le sujet de recherche concerne l’histoire de l’architecture, la restauration ou les techniques de construction et de restauration, et la théorie de la restauration des monuments anciens. Cette bourse est attribuée selon quatre critères : l’excellence et la motivation du candidat ; la pertinence de son projet ; l'apport d'une aide financière pour la poursuite de ses travaux ; l’intérêt et la corrélation de son travail de recherche avec les objectifs et les missions de la Compagnie des Architectes en Chef des Monuments Historiques ainsi que ceux de la Fondation pour les Monuments Historiques.

### Bourse d'études en Réorientation-reconversion
Cette bourse vise à encourager et soutenir toute personne souhaitant bénéficier d’une formation complémentaire pour faire aboutir son projet professionnel ou renforcer ses compétences dans le domaine du patrimoine culturel ou des métiers d’art.

## Autres actions

### Chantiers-écoles
Pour la première année en 2013, la Fondation pour les monuments historiques a attribué une aide pour la  « restitution d’un décor peint », dans le cadre d’un chantier-école en partenariat avec l’École d'Avignon.
Deux chantiers-écoles ont été réalisés en 2014, l’un avec l'Institut national du patrimoine (INP) pour une restauration de décors peints ; l’autre avec l’École d'Avignon, pour une restitution de décors intérieurs.
La collaboration avec l’Institut national du patrimoine a perduré en 2015, avec la restauration de décors muraux baroques de la chapelle du Château de la Motte-Sonzay, et en 2016, pour la restauration de trois panneaux de papiers peints du Château de la Moglais.

### Colloques et publications
La Fondation pour les monuments historiques apporte son soutien à des opérations ponctuelles telles que colloques et rencontres, publications et autres projets pour lesquels elle est sollicitée.
Elle a notamment apporté son soutien  : 
- à Xavier Greffe pour son étude sur les retombées économiques des monuments historiques privés en 2010 ;
- à la Demeure Historique pour son Guide « Les monuments historiques, acteurs du développement durable » ;
- à l’étude économique réalisée par Sylvie Pflieger et Xavier Greffe pour la Demeure Historique ;
- au cahier « Patrimoines et Accessibilité, Comment rendre accessibles à tous, les villes, les monuments et les sites protégés en Europe ? », actes du colloque organisé à Paris les 21 et 22 mars 2013 par ICOMOS France ;
- à Armelle Verjat et Line Touzeau-Mouflard, pour leur ouvrage La protection des monuments historiques, Juristourisme, Juris Editions, 2018.